# Национальный симфонический оркестр Коста-Рики
Национальный симфонический оркестр Коста-Рики (исп. Orquesta Sinfónica Nacional de Costa Rica) — главный симфонический оркестр Коста-Рики, основанный в 1940 году и базирующий в столице страны Сан-Хосе.

## История
Попытки создать в Коста-Рике симфонический оркестр предпринимались несколько раз — в частности, дирижёром Хуаном Лоотсом — но не увенчались успехом. Однако в 1940 году к усилиям ряда музыкантов подключилась первая леди Коста-Рики Ивонна Клайс Спулдерс (1906—1994), жена президента страны Рафаэля Анхеля Кальдерона Гуардии, возглавившая совет директоров оркестра. В результате коллектив из 40 музыкантов, принявший название Национальный оркестр, был сформирован и начал выступать в Национальном театре Коста-Рики. В 1942 году президент Кальдерон Гуардия распорядился о выделении оркестру ежемесячной субсидии и принятии коллектива под патронат министерства образования. В 1970 году в ходе реформы правительства в Коста-Рике было создано министерство культуры и молодёжи, и оркестр был передан в его распоряжение, после чего предпринятые первым коста-риканским министром культуры Альберто Каньясом меры заметно подняли профессиональный уровень оркестра и расширили его возможности, в том числе за счёт приглашения более квалифицированных оркестрантов-иностранцев; при оркестре были созданы Национальный молодёжный оркестр (1972) и Симфонический хор (1974) — благодаря первому из них уже на рубеже 1970—1980-х гг. большинство вакансий в оркестре было заполнено способными местными молодыми исполнителями. Дальнейшее становление оркестра как коллектива с международной репутацией связано с тринадцатилетним руководством американского дирижёра Ирвина Хоффмана. В 1994 году оркестр записал два первых диска с музыкой международных и коста-риканских композиторов. В 2017 году стал лауреатом Латинской Грэмми в номинации «Лучший альбом классической музыки» с записями четырёх коста-риканских композиторов.

## Музыкальные руководители
- Уго Мариани (1940—1948)
- Эдвард Фендлер (1948—1949)
- Джозеф Вагнер (1950—1954)
- Уго Мариани (1955—1965)
- Рикардо дель Кармен (1966—1967)
- Карлос Энрике Варгас (1968—1970)
- Джеральд Браун (1970—1980)
- Агустин Кульель (1982—1984)
- Ильдефонсо Седильо (1984—1985)
- Эльберт Лехтман (1985—1987)
- Ирвин Хоффман (1987—2000)
- Хосей Комацу (2003—2010)
- Карл Сент-Клер (с 2014 г.)